# Angulifrons reticulata
Angulifrons reticulata är en stekelart som beskrevs av Xiao och Huang 2001. Angulifrons reticulata ingår i släktet Angulifrons och familjen puppglanssteklar. Inga underarter finns listade i Catalogue of Life.